# Lista dos 500 maiores discos da música brasileira pelo Discoteca Básica
A lista dos 500 maiores discos da música brasileira foi eleita por uma votação realizada pelo podcast Discoteca Básica. Os 10 primeiros colocados foram divulgados em maio de 2022 e o livro com a lista completa foi publicado em dezembro do mesmo ano.

## Eleição
A eleição foi encabeçada pelo jornalista Ricardo Alexandre, criador do podcast Discoteca Básica, que ouviu 162 especialistas, entre jornalistas, youtubers, podcasters, músicos, lojistas, produtores, de diferentes áreas. Foram ouvidos jornalistas como Nelson Motta, Jotabê Medeiros, Mauro Ferreira e Sergio Martins e produtores e músicos como Pupillo, Kassin, Leoni, Lampadinha e André Abujamra. Cada um indicou 50 álbuns. Foi a maior e mais abrangente eleição já feita no país a respeito de LP's e CDs.
O resultado final foi publicado em formato de livro, financiado coletivamente, em dezembro de 2022. O projeto gráfico do livro é de Fernando Pires, ex-editor de arte da revista Bizz.
À época da publicação da lista, o Discoteca Básica era considerado maior podcast de música do Brasil, somando quase 1,5 milhões de downloads em suas três primeiras temporadas e ocupando o Top 10 da categoria em todas as grandes plataformas de streaming do Brasil.

### Votantes
- Abelardo Mendes Jr.
- Agui Rocca
- Airton Leonardo de Oliveira Manoel
- Alessandra Braz
- Alessandro Andreola
- Alex Antunes
- Alexandre Kassin
- Alexandre Petillo
- Ana Maria Bahiana
- Ana Oliveira
- Ananda Zambi
- André Abujamra
- André Fiori
- Apollo 9
- Ariel Fagundes
- Ariston "Sal" Junior
- Astronauta Pinguim
- Ayrton Mugnaini Jr.
- Barral Lima
- Beatriz Helena Ramos Amaral
- Bento Araújo
- Beto Xavier
- Bruno Bock
- Bruno Capelas
- Bruno Cavalcanti
- Bruno Hiago
- Camila Fresca
- Camilo Rocha
- Carlos Albuquerque
- Carlos Marcelo
- Célio Albuquerque
- Celso Fonseca
- Celso Marcilio
- Chinaina
- Chris Fuscaldo
- Ciro David
- Coy Freitas
- Cristiano Bastos
- Cyz Mendes
- Dado Villa-Lobos
- Daniel Setti
- Danilo Casaletti
- Dante Longo Filho
- Didi Effe
- Didi Wagner
- Digão
- DJ Paulão
- Edgard Piccoli
- Edmundo Clairefont
- Eduardo Baptistão
- Emerson Gasperin
- Érika Martins
- Fabiano Calixto
- Fábio Bianchini
- Fabio Golfetti
- Felipe Ernani
- Felipe Rodarte
- Fernando Rosa
- Gabe Fortunato
- Gabriel Thomaz
- Giu Biondi
- Guilherme Bryan
- Guilherme Guedes
- Gustavo Bertoni
- Gustavo das Chagas
- Helio Flanders
- Henrique Machado
- Henrique Portugal
- Igor Miranda
- Igor Muller
- Indianara Gomes
- Isabela Yu
- Jamari França
- João Augusto
- João Ferreira
- João Paulo Gomiero
- João Augusto Lemos
- José Emilio Rondeau
- José Flávio Júnior
- José Julio do Espírito Santo
- José Norberto Flesch
- Jota Wagner
- Jotabê Medeiros
- Kamille Viola
- Lamps Lampadinha
- Leandro Pereira
- Leandro Saueia
- Leandro Souto Maior
- Leonardo Lichote
- Leonardo Oliveira
- Leonardo Vinhas
- Leoni
- Lô Borges
- Luan Gomes
- Luciana Xavier
- Luis Guimarães
- Luisa Micheletti
- Luiz Antonio Mello
- Luiz Calanca
- Luiz Felipe Carneiro
- Luiz Fernando Vieira
- Luiz Hygino
- Luiz Pimentel
- Marcelo Costa
- Marcelo Ferla
- Marcelo Froes
- Marcelo Gross
- Marcelo Toller
- Marco Bezzi
- Marcos Hermes
- Marcos Lauro
- Marcos Pinheiro
- Marcus Preto
- Maria Luisa Rodrigues
- Mariana Mafra
- Marko Mello
- Martin Mendonça
- Mateus Mondini
- Mauricio Gaia
- Mauro Ferreira
- Nelson Motta
- Octávio Schwenck Amorelli
- Otávio Rodrigues
- Pablo Miyazawa
- Paulo Thiago de Mello
- Pedro Alexandre Sanches
- Pedro Antunes
- Pedro Bial
- Pedro Chavedar
- Pupillo Oliveira
- Rafael Cortes
- Rafael d'Aquino Mafra
- Rafael Kent
- Rafael Ramos
- Ramon Vieira
- Regis Tadeu
- Renato Vieira
- Ricardo Alexandre
- Ricardo Schott
- Roberta Campos
- Roberta Martinelli
- Roberto Hais
- Roberto Maia
- Rodrigo Carneiro
- Rodrigo Faour
- Rodrigo Merheb
- Rodrigo Ortega
- Rodrigo Pinto
- Roger Lerina
- Sérgio Jomori
- Sérgio Martins
- Sidney Molina
- Silvio Essinger
- Tatiana B. Librelato
- Thomas Pappon
- Vera Magalhães
- Victor Mascarenhas
- Victor Persico de Oliveira Pinho
- William Floyd
- Zé Antonio Algodoal

## A lista
Os 500 maiores álbuns brasileiros de todos os tempos estão expostos no quadro a seguir.
| Posição | Título                                                                          | Ano de lançamento | Artista(s) |
| ------- | ------------------------------------------------------------------------------- | ----------------- | --- |
| 1       | Clube da Esquina                                                                | 1972              | Milton Nascimento e Lô Borges                                                                                    |
| 2       | Acabou Chorare                                                                  | 1972              | Novos Baianos |
| 3       | Chega de Saudade                                                                | 1959              | João Gilberto |
| 4       | Secos & Molhados                                                                | 1973              | Secos & Molhados                                                                                                 |
| 5       | Construção                                                                      | 1971              | Chico Buarque |
| 6       | A Tábua de Esmeralda                                                            | 1974              | Jorge Ben Jor |
| 7       | Tropicalia ou Panis et Circencis                                                | 1968              | Caetano Veloso, Gilberto Gil, Gal Costa, Tom Zé, Os Mutantes, Nara Leão, Torquato Neto, Capinam e Rogério Duprat |
| 8       | Transa                                                                          | 1972              | Caetano Veloso                                                                                                   |
| 9       | Sobrevivendo no Inferno                                                         | 1997              | Racionais MC's                                                                                                   |
| 10      | Elis & Tom                                                                      | 1974              | Elis Regina e Tom Jobim                                                                                          |
| 11      | Cartola                                                                         | 1976              | Cartola |
| 12      | Cabeça Dinossauro                                                               | 1986              | Titãs |
| 13      | Os Afro-Sambas                                                                  | 1966              | Baden Powell e Vinicius de Moraes                                                                                |
| 14      | Os Mutantes                                                                     | 1968              | Os Mutantes |
| 15      | Fruto Proibido                                                                  | 1975              | Rita Lee e Tutti Frutti                                                                                          |
| 16      | Alucinação                                                                      | 1976              | Belchior |
| 17      | Da Lama ao Caos                                                                 | 1994              | Chico Science e Nação Zumbi                                                                                      |
| 18      | Krig-ha, Bandolo!                                                               | 1973              | Raul Seixas |
| 19      | Carlos, Erasmo                                                                  | 1971              | Erasmo Carlos |
| 20      | Tim Maia                                                                        | 1970              | Tim Maia |
| 21      | Pérola Negra                                                                    | 1973              | Luiz Melodia |
| 22      | Gal a Todo Vapor                                                                | 1971              | Gal Costa |
| 23      | Expresso 2222                                                                   | 1972              | Gilberto Gil |
| 24      | Selvagem?                                                                       | 1986              | Os Paralamas do Sucesso                                                                                          |
| 25      | Coisas                                                                          | 1965              | Moacir Santos |
| 26      | Dois                                                                            | 1988              | Legião Urbana |
| 27      | Tim Maia Racional, Vol. 1                                                       | 1975              | Tim Maia |
| 28      | Canções Praieiras                                                               | 1954              | Dorival Caymmi                                                                                                   |
| 29      | Lóki?                                                                           | 1975              | Arnaldo Baptista                                                                                                 |
| 30      | Samba Esquema Novo                                                              | 1963              | Jorge Ben Jor |
| 31      | Roberto Carlos                                                                  | 1971              | Roberto Carlos                                                                                                   |
| 32      | Falso Brilhante                                                                 | 1976              | Elis Regina |
| 33      | A Divina Comédia ou Ando Meio Desligado                                         | 1970              | Os Mutantes |
| 34      | Refazenda                                                                       | 1975              | Gilberto Gil |
| 35      | Cartola                                                                         | 1974              | Cartola |
| 36      | Estudando o Samba                                                               | 1976              | Tom Zé |
| 37      | Roots                                                                           | 1996              | Sepultura |
| 38      | Maria Fumaça                                                                    | 1977              | Banda Black Rio                                                                                                  |
| 39      | Mutantes                                                                        | 1969              | Os Mutantes |
| 40      | A História do Nordeste na Voz de Luiz Gonzaga                                   | 1955              | Luiz Gonzaga |
| 41      | Getz/Gilberto                                                                   | 1964              | Stan Getz e João Gilberto                                                                                        |
| 42      | África Brasil                                                                   | 1976              | Jorge Ben Jor |
| 43      | Beleléu, Leléu, Eu                                                              | 1980              | Itamar Assumpção                                                                                                 |
| 44      | Refavela                                                                        | 1977              | Gilberto Gil |
| 45      | A Mulher do Fim do Mundo                                                        | 2015              | Elza Soares |
| 46      | Clara Crocodilo                                                                 | 1980              | Arrigo Barnabé                                                                                                   |
| 47      | Afrociberdelia                                                                  | 1996              | Chico Science & Nação Zumbi                                                                                      |
| 48      | Roberto Carlos em Ritmo de Aventura                                             | 1967              | Roberto Carlos                                                                                                   |
| 49      | Gal Costa                                                                       | 1969              | Gal Costa |
| 50      | Caymmi e Seu Violão                                                             | 1959              | Dorival Caymmi                                                                                                   |
| 51      | Minas                                                                           | 1975              | Milton Nascimento                                                                                                |
| 52      | Usuário                                                                         | 1995              | Planet Hemp |
| 53      | As Aventuras da Blitz                                                           | 1982              | Blitz |
| 54      | Caetano Veloso                                                                  | 1968              | Caetano Veloso                                                                                                   |
| 55      | Rita Lee                                                                        | 1980              | Rita Lee |
| 56      | O Passo do Lui                                                                  | 1984              | Os Paralamas do Sucesso                                                                                          |
| 57      | Bloco do Eu Sozinho                                                             | 2001              | Los Hermanos |
| 58      | Realce                                                                          | 1979              | Gilberto Gil |
| 59      | Gal                                                                             | 1969              | Gal Costa |
| 60      | Ventura                                                                         | 2003              | Los Hermanos |
| 61      | Amoroso                                                                         | 1977              | João Gilberto |
| 62      | Gilberto Gil                                                                    | 1968              | Gilberto Gil |
| 63      | Tim Maia Racional, Vol. 2                                                       | 1975              | Tim Maia |
| 64      | The Composer of Desafinado, Plays                                               | 1963              | Tom Jobim |
| 65      | Nó na Orelha                                                                    | 2011              | Criolo |
| 66      | Verde Anil Amarelo Cor de Rosa e Carvão                                         | 1994              | Marisa Monte |
| 67      | Nós Vamos Invadir sua Praia                                                     | 1985              | Ultraje a Rigor                                                                                                  |
| 68      | Cinema Transcendental                                                           | 1979              | Caetano Veloso                                                                                                   |
| 69      | Canção do Amor Demais                                                           | 1958              | Elizeth Cardoso                                                                                                  |
| 70      | Zé Ramalho                                                                      | 1978              | Zé Ramalho |
| 71      | João Gilberto                                                                   | 1973              | João Gilberto |
| 72      | Angela Ro Ro                                                                    | 1979              | Angela Ro Ro |
| 73      | Meus Caros Amigos                                                               | 1976              | Chico Buarque |
| 74      | Lado B Lado A                                                                   | 1999              | O Rappa |
| 75      | Nervos de Aço                                                                   | 1973              | Paulinho da Viola                                                                                                |
| 76      | Tempos Modernos                                                                 | 1982              | Lulu Santos |
| 77      | Quem é Quem                                                                     | 1973              | João Donato |
| 78      | Revoluções por Minuto                                                           | 1985              | RPM |
| 79      | Wave                                                                            | 1967              | Tom Jobim |
| 80      | Cuban Soul: 18 Kilates                                                          | 1976              | Cassiano |
| 81      | Legião Urbana                                                                   | 1985              | Legião Urbana |
| 82      | Ogum Xangô                                                                      | 1975              | Gilberto Gil e Jorge Ben Jor                                                                                     |
| 83      | Tim Maia                                                                        | 1971              | Tim Maia |
| 84      | Todos os Olhos                                                                  | 1973              | Tom Zé |
| 85      | À Procura da Batida Perfeita                                                    | 2003              | Marcelo D2 |
| 86      | Revolver                                                                        | 1975              | Walter Franco |
| 87      | A Dança da Solidão                                                              | 1972              | Paulinho da Viola                                                                                                |
| 88      | Jards Macalé                                                                    | 1972              | Jards Macalé |
| 89      | Eu Quero É Botar meu Bloco na Rua                                               | 1973              | Sérgio Sampaio                                                                                                   |
| 90      | Raimundos                                                                       | 1994              | Raimundos |
| 91      | Jardim Elétrico                                                                 | 1971              | Os Mutantes |
| 92      | Caça à Raposa                                                                   | 1975              | João Bosco |
| 93      | Guilherme Arantes                                                               | 1976              | Guilherme Arantes                                                                                                |
| 94      | Rap é Compromisso                                                               | 2001              | Sabotage |
| 95      | Álibi                                                                           | 1978              | Maria Bethânia                                                                                                   |
| 96      | Robson Jorge & Lincoln Olivetti                                                 | 1982              | Robson Jorge e Lincoln Olivetti                                                                                  |
| 97      | Matita Perê                                                                     | 1973              | Tom Jobim |
| 98      | Os Tincoãs                                                                      | 1973              | Os Tincoãs |
| 99      | Canta Canta, Minha Gente                                                        | 1974              | Martinho da Vila                                                                                                 |
| 100     | Tribalistas                                                                     | 2002              | Tribalistas |
| 101     | Chaos A.D.                                                                      | 1993              | Sepultura |
| 102     | Circense                                                                        | 1980              | Egberto Gismonti                                                                                                 |
| 103     | Lô Borges                                                                       | 1972              | Lô Borges |
| 104     | AmarElo                                                                         | 2019              | Emicida |
| 105     | Vivendo e Não Aprendendo                                                        | 1986              | Ira! |
| 106     | Gita                                                                            | 1974              | Raul Seixas |
| 107     | Milagre dos Peixes                                                              | 1973              | Milton Nascimento                                                                                                |
| 108     | Maior Abandonado                                                                | 1984              | Barão Vermelho                                                                                                   |
| 109     | É Proibido Fumar                                                                | 1964              | Roberto Carlos                                                                                                   |
| 110     | O Tempo Não Para                                                                | 1988              | Cazuza |
| 111     | Foi um Rio Que Passou em Minha Vida                                             | 1970              | Paulinho da Viola                                                                                                |
| 112     | A Página do Relâmpago Elétrico                                                  | 1977              | Beto Guedes |
| 113     | Nara                                                                            | 1964              | Nara Leão |
| 114     | Brasil                                                                          | 1989              | Ratos de Porão                                                                                                   |
| 115     | Nelson Cavaquinho                                                               | 1973              | Nelson Cavaquinho                                                                                                |
| 116     | Elis                                                                            | 1972              | Elis Regina |
| 117     | Rita Lee                                                                        | 1979              | Rita Lee |
| 118     | A Sétima Efervescência                                                          | 1996              | Júpiter Maçã |
| 119     | Ideologia                                                                       | 1988              | Cazuza |
| 120     | Na Rua, Na Chuva, Na Fazenda                                                    | 1975              | Hyldon |
| 121     | Caetano Veloso                                                                  | 1969              | Caetano Veloso                                                                                                   |
| 122     | Samba Esquema Noise                                                             | 1994              | Mundo Livre S/A                                                                                                  |
| 123     | Mais                                                                            | 1991              | Marisa Monte |
| 124     | Duas Cidades                                                                    | 2016              | BaianaSystem |
| 125     | Calango                                                                         | 1994              | Skank |
| 126     | O Concreto Já Rachou                                                            | 1986              | Plebe Rude |
| 127     | Sua Majestade – o Rei do Ritmo                                                  | 1960              | Jackson do Pandeiro                                                                                              |
| 128     | Aracy de Almeida Apresenta Sambas de Noel Rosa                                  | 1954              | Aracy de Almeida                                                                                                 |
| 129     | Luz                                                                             | 1982              | Djavan |
| 130     | Acústico MTV                                                                    | 2001              | Cássia Eller |
| 131     | Som, Sangue e Raça                                                              | 1971              | Dom Salvador e Abolição                                                                                          |
| 132     | Chico Buarque                                                                   | 1978              | Chico Buarque |
| 133     | Essa Tal de Gang 90 & Absurdettes                                               | 1983              | Gang 90 & Absurdettes                                                                                            |
| 134     | Mamonas Assassinas                                                              | 1995              | Mamonas Assassinas                                                                                               |
| 135     | Olho de Peixe                                                                   | 1993              | Lenine e Marcos Suzano                                                                                           |
| 136     | Urubu                                                                           | 1976              | Tom Jobim |
| 137     | Slaves Mass                                                                     | 1977              | Hermeto Pascoal                                                                                                  |
| 138     | Barão Vermelho                                                                  | 1982              | Barão Vermelho                                                                                                   |
| 139     | O Canto da Cidade                                                               | 1992              | Daniela Mercury                                                                                                  |
| 140     | Paêbirú                                                                         | 1976              | Lula Côrtes e Zé Ramalho                                                                                         |
| 141     | O Inimitável                                                                    | 1968              | Roberto Carlos                                                                                                   |
| 142     | Previsão do Tempo                                                               | 1973              | Marcos Valle |
| 143     | Adoniran Barbosa                                                                | 1974              | Adoniran Barbosa                                                                                                 |
| 144     | Molhado de Suor                                                                 | 1974              | Alceu Valença |
| 145     | As Quatro Estações                                                              | 1989              | Legião Urbana |
| 146     | Gente da Antiga                                                                 | 1968              | Pixinguinha, Clementina de Jesus e João da Baiana                                                                |
| 147     | Psicoacústica                                                                   | 1988              | Ira! |
| 148     | Roberto Carlos                                                                  | 1969              | Roberto Carlos                                                                                                   |
| 149     | Admirável Chip Novo                                                             | 2003              | Pitty |
| 150     | O Samba Poconé                                                                  | 1996              | Skank |
| 151     | Geraes                                                                          | 1976              | Milton Nascimento                                                                                                |
| 152     | Doces Bárbaros                                                                  | 1976              | Doces Bárbaros (Maria Bethânia, Gilberto Gil, Caetano Veloso e Gal Costa)                                        |
| 153     | Imyra, Tayra, Ipy, Taiguara                                                     | 1976              | Taiguara |
| 154     | Gilberto Gil                                                                    | 1969              | Gilberto Gil |
| 155     | Novo Aeon                                                                       | 1975              | Raul Seixas |
| 156     | Cosmotron                                                                       | 2003              | Skank |
| 157     | Espelho Cristalino                                                              | 1978              | Alceu Valença |
| 158     | MM                                                                              | 1989              | Marisa Monte |
| 159     | Crucificados pelo Sistema                                                       | 1984              | Ratos de Porão                                                                                                   |
| 160     | Pela Paz em Todo Mundo                                                          | 1986              | Cólera |
| 161     | Tropix                                                                          | 2016              | Céu |
| 162     | De Pé no Chão                                                                   | 1978              | Beth Carvalho |
| 163     | Vivo!                                                                           | 1976              | Alceu Valença |
| 164     | Rádio Pirata Ao Vivo                                                            | 1986              | RPM |
| 165     | Tim Maia                                                                        | 1973              | Tim Maia |
| 166     | Com Você... Meu Mundo Ficaria Completo                                          | 1999              | Cássia Eller |
| 167     | Feminina                                                                        | 1980              | Joyce |
| 168     | Que País É Este 1978/1987                                                       | 1987              | Legião Urbana |
| 169     | Preço Curto, Prazo Longo                                                        | 1999              | Charlie Brown Jr.                                                                                                |
| 170     | Di Melo                                                                         | 1975              | Di Melo |
| 171     | D.J. Malboro Apresenta Funk Brasil                                              | 1989              | vários artistas                                                                                                  |
| 172     | Elza Soares, Baterista: Wilson das Neves                                        | 1968              | Elza Soares e Wilson das Neves                                                                                   |
| 173     | Mutantes e Seus Cometas no País do Baurets                                      | 1972              | Os Mutantes |
| 174     | O Amor, o Sorriso e a Flor                                                      | 1960              | João Gilberto |
| 175     | Arthur Verocai                                                                  | 1972              | Arthur Verocai                                                                                                   |
| 176     | O Grande Circo Místico                                                          | 1983              | Chico Buarque e Edu Lobo                                                                                         |
| 177     | A Peleja do Diabo com o Dono do Céu                                             | 1979              | Zé Ramalho |
| 178     | 66                                                                              | 2012              | O Terno |
| 179     | Claridade                                                                       | 1975              | Clara Nunes |
| 180     | Jorge Ben                                                                       | 1969              | Jorge Ben Jor |
| 181     | Vida Bandida                                                                    | 1987              | Lobão |
| 182     | Novos Baianos                                                                   | 1974              | Novos Baianos |
| 183     | Quarteto Novo                                                                   | 1967              | Quarteto Novo |
| 184     | Joia                                                                            | 1975              | Caetano Veloso                                                                                                   |
| 185     | Último Romântico                                                                | 1985              | Lulu Santos |
| 186     | Drama - Anjo Exterminado                                                        | 1972              | Maria Bethânia                                                                                                   |
| 187     | Opinião de Nara                                                                 | 1964              | Nara Leão |
| 188     | Criaturas da Noite                                                              | 1975              | O Terço |
| 189     | Araçá Azul                                                                      | 1973              | Caetano Veloso                                                                                                   |
| 190     | Mudança de Comportamento                                                        | 1985              | Ira! |
| 191     | Terra                                                                           | 1973              | Sá, Rodrix e Guarabyra                                                                                           |
| 192     | Francis Albert Sinatra & Antonio Carlos Jobim                                   | 1967              | Frank Sinatra e Tom Jobim                                                                                        |
| 193     | Transpiração Contínua Prolongada                                                | 1997              | Charlie Brown Jr.                                                                                                |
| 194     | Õ Blésq Blom                                                                    | 1989              | Titãs |
| 195     | Pânico em SP                                                                    | 1986              | Inocentes |
| 196     | Snegs                                                                           | 1974              | Som Nosso de Cada Dia                                                                                            |
| 197     | Qualquer Coisa                                                                  | 1975              | Caetano Veloso                                                                                                   |
| 198     | Manera Fru Fru, Manera: O Último Pau de Arara                                   | 1973              | Fagner |
| 199     | Estúpido Cupido                                                                 | 1959              | Celly Campello                                                                                                   |
| 200     | Passado, Presente, Futuro                                                       | 1972              | Sá, Rodrix e Guarabyra                                                                                           |
| 201     | O Adeus de Fellini                                                              | 1985              | Fellini |
| 202     | Grito Suburbano                                                                 | 1982              | Olho Seco, Inocentes e Cólera                                                                                    |
| 203     | Jovem Guarda                                                                    | 1965              | Roberto Carlos                                                                                                   |
| 204     | Fullgás                                                                         | 1984              | Marina Lima |
| 205     | São Paulo 1554/Hoje                                                             | 1976              | Joelho de Porco                                                                                                  |
| 206     | Violeta de Outono                                                               | 1987              | Violeta de Outono                                                                                                |
| 207     | Lugar Comum                                                                     | 1975              | João Donato |
| 208     | Krishnanda                                                                      | 1968              | Pedro Santos |
| 209     | Dança das Cabeças                                                               | 1977              | Egberto Gismonti                                                                                                 |
| 210     | Som Imaginário                                                                  | 1970              | Som Imaginário                                                                                                   |
| 211     | Cadê as Armas?                                                                  | 1986              | As Mercenárias                                                                                                   |
| 212     | Clementina de Jesus                                                             | 1966              | Clementina de Jesus                                                                                              |
| 213     | Matança do Porco                                                                | 1973              | Som Imaginário                                                                                                   |
| 214     | Sociedade da Grã-Ordem Kavernista Apresenta Sessão das 10                       | 1971              | Raul Seixas, Sérgio Sampaio, Miriam Batucada e Edy Star                                                          |
| 215     | Rappa Mundi                                                                     | 1996              | O Rappa |
| 216     | A Bad Donato                                                                    | 1970              | João Donato |
| 217     | 20 Palavras ao redor do Sol                                                     | 1979              | Cátia de França                                                                                                  |
| 218     | 50 Anos de Chão                                                                 | 1988              | Luiz Gonzaga |
| 219     | A Misteriosa Luta do Reino de Parassempre Contra o Império de Nuncamais         | 1969              | Ronnie Von |
| 220     | Alceu Valença e Geraldo Azevedo                                                 | 1972              | Alceu Valença e Geraldo Azevedo                                                                                  |
| 221     | Ou Não                                                                          | 1973              | Walter Franco |
| 222     | Prelude                                                                         | 1973              | Eumir Deodato |
| 223     | Na Pressão                                                                      | 1999              | Lenine |
| 224     | The Astrud Gilberto Album                                                       | 1965              | Astrud Gilberto                                                                                                  |
| 225     | Garra                                                                           | 1971              | Marcos Valle |
| 226     | Egito Madagascar                                                                | 1987              | Olodum |
| 227     | Tudo Foi Feito pelo Sol                                                         | 1974              | Os Mutantes |
| 228     | Tente Mudar o Amanhã                                                            | 1985              | Cólera |
| 229     | Aos Vivos                                                                       | 1995              | Chico César |
| 230     | Ave Sangria                                                                     | 1974              | Ave Sangria |
| 231     | Stone Flower                                                                    | 1971              | Tom Jobim |
| 232     | A Banda Tropicalista do Duprat                                                  | 1968              | Rogério Duprat                                                                                                   |
| 233     | Somos Todos Iguais Nesta Noite                                                  | 1977              | Ivan Lins |
| 234     | Estrangeiro                                                                     | 1989              | Caetano Veloso                                                                                                   |
| 235     | Barulhinho Bom - Uma Viagem Musical                                             | 1996              | Marisa Monte |
| 236     | Uma Tarde na Fruteira                                                           | 2008              | Júpiter Maçã |
| 237     | Elis                                                                            | 1974              | Elis Regina |
| 238     | A Máquina Voadora                                                               | 1970              | Ronnie Von |
| 239     | Seu Espião                                                                      | 1984              | Kid Abelha |
| 240     | O Ritmo do Momento                                                              | 1983              | Lulu Santos |
| 241     | Voo de Coração                                                                  | 1983              | Ritchie |
| 242     | Jesus Não Tem Dentes no País dos Banguelas                                      | 1987              | Titãs |
| 243     | Nada como um Dia após o Outro Dia                                               | 2002              | Racionais MC's                                                                                                   |
| 244     | I Acto                                                                          | 1973              | Zé Rodrix |
| 245     | Zabumbê-bum-á                                                                   | 1979              | Hermeto Pascoal                                                                                                  |
| 246     | Academia de Danças                                                              | 1974              | Egberto Gismonti                                                                                                 |
| 247     | Alvorecer                                                                       | 1974              | Clara Nunes |
| 248     | Cê                                                                              | 2006              | Caetano Veloso                                                                                                   |
| 249     | Água do Céu - Pássaro                                                           | 1975              | Ney Matogrosso                                                                                                   |
| 250     | Corações Futuristas                                                             | 1976              | Egberto Gismonti e Academia de Danças                                                                            |
| 251     | A Voz, o Violão, a Música de Djavan                                             | 1976              | Djavan |
| 252     | Tanto Tempo                                                                     | 2000              | Bebel Gilberto                                                                                                   |
| 253     | Carnaval na Obra                                                                | 1998              | Mundo Livre S/A                                                                                                  |
| 254     | Um Violão em Primeiro Plano                                                     | 1971              | Rosinha de Valença                                                                                               |
| 255     | Tem Que Acontecer                                                               | 1976              | Sérgio Sampaio                                                                                                   |
| 256     | Secos & Molhados                                                                | 1974              | Secos & Molhados                                                                                                 |
| 257     | Ao Vivo no Teatro João Caetano                                                  | 1968              | Elizeth Cardoso, Jacob do Bandolim, Zimbo Trio e Conjunto Época de Ouro                                          |
| 258     | Terra dos Pássaros                                                              | 1980              | Toninho Horta e Orquestra Fantasma                                                                               |
| 259     | Disco Club                                                                      | 1978              | Tim Maia |
| 260     | Cena de Cinema                                                                  | 1982              | Lobão |
| 261     | Maravilhas Contemporâneas                                                       | 1976              | Luiz Melodia |
| 262     | Edu Lobo                                                                        | 1973              | Edu Lobo |
| 263     | Televisão de Cachorro                                                           | 1998              | Pato Fu |
| 264     | A Revolta dos Dândis                                                            | 1987              | Engenheiros do Hawaii                                                                                            |
| 265     | É Ferro na Boneca                                                               | 1970              | Novos Baianos |
| 266     | Eu Vou p'ra Maracangalha                                                        | 1957              | Dorival Caymmi                                                                                                   |
| 267     | Noel Rosa Pela Primeira Vez                                                     | 2000              | Noel Rosa |
| 268     | Bicho de Sete Cabeças                                                           | 1993              | Itamar Assumpção                                                                                                 |
| 269     | Adoniran Barbosa                                                                | 1975              | Adoniran Barbosa                                                                                                 |
| 270     | Maskavo Roots                                                                   | 1994              | Maskavo Roots |
| 271     | Sampa Midnight - Isso Não Vai Ficar Assim                                       | 1985              | Itamar Assumpção                                                                                                 |
| 272     | Show Opinião                                                                    | 1965              | Nara Leão, Zé Keti e João do Vale                                                                                |
| 273     | O Canto dos Escravos                                                            | 1982              | Clementina de Jesus, Geraldo Filme e Tia Doca                                                                    |
| 274     | Passarim                                                                        | 1987              | Tom Jobim |
| 275     | Karnak                                                                          | 1995              | Karnak |
| 276     | A Invasão do Sagaz Homem Fumaça                                                 | 2000              | Planet Hemp |
| 277     | Boca Livre                                                                      | 1979              | Boca Livre |
| 278     | Cauby! Cauby!                                                                   | 1980              | Cauby Peixoto |
| 279     | Mudei de Ideia                                                                  | 1971              | Antônio Carlos e Jocáfi                                                                                          |
| 280     | Do Romance ao Galope Nordestino                                                 | 1974              | Quinteto Armorial                                                                                                |
| 281     | Cowboy do Asfalto                                                               | 1990              | Chitãozinho & Xororó                                                                                             |
| 282     | Ao Vivo (Montreux Jazz)                                                         | 1979              | Hermeto Pascoal                                                                                                  |
| 283     | Cantando no Banheiro                                                            | 1983              | Eduardo Dussek                                                                                                   |
| 284     | Cantar                                                                          | 1974              | Gal Costa |
| 285     | Capital Inicial                                                                 | 1986              | Capital Inicial                                                                                                  |
| 286     | Se Acaso Você Chegasse                                                          | 1960              | Elza Soares |
| 287     | Lavô Tá Novo                                                                    | 1995              | Raimundos |
| 288     | Sobre Todas as Forças                                                           | 1994              | Cidade Negra |
| 289     | Eu e Memê, Memê e Eu                                                            | 1995              | Lulu Santos |
| 290     | Ney Matogrosso                                                                  | 1981              | Ney Matogrosso                                                                                                   |
| 291     | Raio X Brasil                                                                   | 1993              | Racionais MC's                                                                                                   |
| 292     | O Terço                                                                         | 1970              | O Terço |
| 293     | A Voz do Samba                                                                  | 1975              | Alcione |
| 294     | Orós                                                                            | 1977              | Fagner |
| 295     | Saúde                                                                           | 1981              | Rita Lee e Roberto de Carvalho                                                                                   |
| 296     | Bicho                                                                           | 1977              | Caetano Veloso                                                                                                   |
| 297     | A Nova Dimensão do Samba                                                        | 1964              | Wilson Simonal                                                                                                   |
| 298     | Almanaque                                                                       | 1981              | Chico Buarque |
| 299     | Gal Tropical                                                                    | 1979              | Gal Costa |
| 300     | Zeca Pagodinho                                                                  | 1986              | Zeca Pagodinho                                                                                                   |
| 301     | Manual ou Guia Livre de Dissolução dos Sonhos                                   | 2015              | Boogarins |
| 302     | Cavalo de Pau                                                                   | 1982              | Alceu Valença |
| 303     | Muito - Dentro da Estrela Azulada                                               | 1978              | Caetano Veloso                                                                                                   |
| 304     | Supercarioca                                                                    | 1988              | Picassos Falsos                                                                                                  |
| 305     | Do Cóccix até o Pescoço                                                         | 2002              | Elza Soares |
| 306     | Acústico MTV                                                                    | 1997              | Titãs |
| 307     | Recomeçar                                                                       | 2017              | Tim Bernardes |
| 308     | Catavento e Girassol                                                            | 1996              | Leila Pinheiro                                                                                                   |
| 309     | As Canções Que Você Fez pra Mim                                                 | 1993              | Maria Bethânia                                                                                                   |
| 310     | Velô                                                                            | 1984              | Caetano Veloso                                                                                                   |
| 311     | Orfeu da Conceição                                                              | 1956              | Tom Jobim e Vinicius de Moraes                                                                                   |
| 312     | Certa Manhã Acordei de Sonhos Intranquilos                                      | 2009              | Otto |
| 313     | Cansei de Ser Sexy                                                              | 2005              | Cansei de Ser Sexy                                                                                               |
| 314     | Galos de Briga                                                                  | 1976              | João Bosco |
| 315     | Imagem e Som                                                                    | 1971              | Cassiano |
| 316     | Os Cães Ladram mas a Caravana Não Pára                                          | 1997              | Planet Hemp |
| 317     | Ao Vivo em Tatuí                                                                | 1992              | Renato Teixeira, Pena Branca & Xavantinho                                                                        |
| 318     | Maria Rita                                                                      | 2003              | Maria Rita |
| 319     | Lar de Maravilhas                                                               | 1975              | Casa das Máquinas                                                                                                |
| 320     | Vibrações                                                                       | 1967              | Jacob do Bandolim & seu Conjunto Época de Ouro                                                                   |
| 321     | Convite para Ouvir Maysa                                                        | 1956              | Maysa |
| 322     | Severino                                                                        | 1994              | Os Paralamas do Sucesso                                                                                          |
| 323     | Arise                                                                           | 1991              | Sepultura |
| 324     | Feito em Casa                                                                   | 1977              | Antonio Adolfo                                                                                                   |
| 325     | Gol de Quem?                                                                    | 1995              | Pato Fu |
| 326     | Índia                                                                           | 1973              | Gal Costa |
| 327     | A Volta do Boêmio                                                               | 1967              | Nelson Gonçalves                                                                                                 |
| 328     | Jackson do Pandeiro                                                             | 1959              | Jackson do Pandeiro                                                                                              |
| 329     | Babylon by Gus - Vol. I: O Ano do Macaco                                        | 2004              | Black Alien |
| 330     | Tecnicolor                                                                      | 2000              | Os Mutantes |
| 331     | Samba pra Burro                                                                 | 1998              | Otto |
| 332     | Os Saltimbancos                                                                 | 1977              | Chico Buarque |
| 333     | Caetano e Chico Juntos e Ao Vivo                                                | 1972              | Caetano Veloso e Chico Buarque                                                                                   |
| 334     | Som Nosso                                                                       | 1977              | Som Nosso de Cada Dia                                                                                            |
| 335     | Olorum                                                                          | 2020              | Mateus Aleluia                                                                                                   |
| 336     | Edison Machado é Samba Novo                                                     | 1964              | Edison Machado                                                                                                   |
| 337     | Fala Mangueira!                                                                 | 1968              | Cartola, Carlos Cachaça, Clementina de Jesus, Nelson Cavaquinho e Odete Amaral                                   |
| 338     | Sonhos e Memórias 1941-1972                                                     | 1972              | Erasmo Carlos |
| 339     | 5 Companheiros                                                                  | 1958              | Pixinguinha e os Chorões Daquele Tempo                                                                           |
| 340     | Sambas de Caymmi                                                                | 1955              | Dorival Caymmi                                                                                                   |
| 341     | Corra o Risco                                                                   | 1978              | Olivia Byington e A Barca do Sol                                                                                 |
| 342     | A Pescaria                                                                      | 1965              | Erasmo Carlos |
| 343     | Novos Baianos F.C.                                                              | 1973              | Novos Baianos |
| 344     | Sinto Muito                                                                     | 2018              | Duda Beat |
| 345     | Sobre Todas as Coisas                                                           | 1991              | Zizi Possi |
| 346     | Angels Cry                                                                      | 1993              | Angra |
| 347     | Acústico MTV                                                                    | 2000              | Capital Inicial                                                                                                  |
| 348     | Sonho 70                                                                        | 1970              | Egberto Gismonti                                                                                                 |
| 349     | Corredor Polonês                                                                | 1987              | Patife Band |
| 350     | Toni Tornado                                                                    | 1971              | Tony Tornado |
| 351     | Alumbramento                                                                    | 1980              | Djavan |
| 352     | O Menino Que Queria Ser Deus                                                    | 2018              | Djonga e Coyote Beatz                                                                                            |
| 353     | Brasil                                                                          | 1981              | João Gilberto, Caetano Veloso, Gilberto Gil e Maria Bethânia                                                     |
| 354     | Bicho de 7 Cabeças                                                              | 1979              | Geraldo Azevedo                                                                                                  |
| 355     | O Futuro é Vortex                                                               | 1986              | Os Replicantes                                                                                                   |
| 356     | Azimüth                                                                         | 1975              | Azymuth |
| 357     | Ofertório                                                                       | 2018              | Caetano Veloso, Moreno Veloso, Zeca Veloso e Tom Veloso                                                          |
| 358     | A Música de Edu Lobo por Edu Lobo                                               | 1965              | Edu Lobo |
| 359     | Alerta Geral                                                                    | 1978              | Alcione |
| 360     | Ouro Negro                                                                      | 2001              | Mario Adnet, Zé Nogueira e Banda Ouro Negro                                                                      |
| 361     | Tom Zé                                                                          | 1968              | Tom Zé |
| 362     | Raça Humana                                                                     | 1984              | Gilberto Gil |
| 363     | João Voz e Violão                                                               | 2000              | João Gilberto |
| 364     | Herb Alpert presents Sergio Mendes & Brazil 66                                  | 1966              | Sérgio Mendes & Brasil 66                                                                                        |
| 365     | Sorriso Negro                                                                   | 1981              | Dona Ivone Lara                                                                                                  |
| 366     | Brasileirinho                                                                   | 2003              | Maria Bethânia                                                                                                   |
| 367     | Às Próprias Custas S.A                                                          | 1983              | Itamar Assumpção                                                                                                 |
| 368     | De Volta ao Começo                                                              | 1980              | Gonzaguinha |
| 369     | Por Favor, Sucesso                                                              | 1969              | Liverpool |
| 370     | Moto Perpétuo                                                                   | 1974              | Moto Perpétuo |
| 371     | Samba É no Fundo de Quintal                                                     | 1980              | Fundo de Quintal                                                                                                 |
| 372     | Caetano Veloso                                                                  | 1971              | Caetano Veloso                                                                                                   |
| 373     | Feito pra Acabar                                                                | 2010              | Marcelo Jeneci                                                                                                   |
| 374     | Little Electric Chicken Heart                                                   | 2019              | Ana Frango Elétrico                                                                                              |
| 375     | Cinema Mudo                                                                     | 1983              | Os Paralamas do Sucesso                                                                                          |
| 376     | DeFalla                                                                         | 1987              | DeFalla |
| 377     | Deus É Mulher                                                                   | 2018              | Elza Soares |
| 378     | Voz e Suor                                                                      | 1983              | Nana Caymmi e César Camargo Mariano                                                                              |
| 379     | O Futuro Não Demora                                                             | 2019              | BaianaSystem |
| 380     | Música e Ciência                                                                | 1988              | Os Mulheres Negras                                                                                               |
| 381     | Pergunte a Quem Conhece                                                         | 1989              | Thaíde & DJ Hum                                                                                                  |
| 382     | Ramilonga - A Estética do Frio                                                  | 1997              | Vitor Ramil |
| 383     | Educação Sentimental                                                            | 1985              | Kid Abelha |
| 384     | Lírou Quêiol en de Méd Bârds                                                    | 1994              | Little Quail and The Mad Birds                                                                                   |
| 385     | Amor Louco                                                                      | 1990              | Fellini |
| 386     | Alô Malandragem, Maloca o Flagrante!                                            | 1986              | Bezerra da Silva                                                                                                 |
| 387     | Djavan ao Vivo                                                                  | 1999              | Djavan |
| 388     | V                                                                               | 1991              | Legião Urbana |
| 389     | Caymmi                                                                          | 1972              | Dorival Caymmi                                                                                                   |
| 390     | A Via-Láctea                                                                    | 1979              | Lô Borges |
| 391     | Força Bruta                                                                     | 1970              | Jorge Ben Jor |
| 392     | Ronnie Von                                                                      | 1969              | Ronnie Von |
| 393     | Paulinho da Viola (1971 - disco 1) e Paulinho da Viola (1971 - disco 2)         | 1971              | Paulinho da Viola                                                                                                |
| 394     | A Barca do Sol                                                                  | 1974              | A Barca do Sol                                                                                                   |
| 395     | Mel                                                                             | 1979              | Maria Bethânia                                                                                                   |
| 396     | Unplugged                                                                       | 1994              | Gilberto Gil |
| 397     | Gal Canta Caymmi                                                                | 1976              | Gal Costa |
| 398     | Aprender a nadar                                                                | 1974              | Jards Macalé |
| 399     | Schizophrenia                                                                   | 1987              | Sepultura |
| 400     | João Gilberto in Tokyo                                                          | 2004              | João Gilberto |
| 401     | Titãs                                                                           | 1984              | Titãs |
| 402     | Antes do Fim                                                                    | 1986              | Dorsal Atlântica                                                                                                 |
| 403     | ...Das Barrancas do Rio Gavião                                                  | 1973              | Elomar |
| 404     | Longe Demais das Capitais                                                       | 1986              | Engenheiros do Hawaii                                                                                            |
| 405     | Sobre Crianças, Quadris, Pesadelos e Lições de Casa...                          | 2015              | Emicida |
| 406     | Cantoria                                                                        | 1984              | Elomar, Geraldo Azevedo, Vital Farias e Xangai                                                                   |
| 407     | O Dia em Que Faremos Contato                                                    | 1997              | Lenine |
| 408     | Rap Brasil                                                                      | 1995              | Vários artistas                                                                                                  |
| 409     | Johnny Alf                                                                      | 1965              | Johnny Alf |
| 410     | Guilherme Lamounier                                                             | 1973              | Guilherme Lamounier                                                                                              |
| 411     | Amor de Índio                                                                   | 1978              | Beto Guedes |
| 412     | Quanta                                                                          | 1997              | Gilberto Gil |
| 413     | Bebadosamba                                                                     | 1996              | Paulinho da Viola                                                                                                |
| 414     | Ben                                                                             | 1972              | Jorge Ben Jor |
| 415     | Circuladô                                                                       | 1991              | Caetano Veloso                                                                                                   |
| 416     | O Filho de José e Maria                                                         | 1977              | Odair José |
| 417     | Brazilian Nuggets: Back from the Jungle, Volume 1                               | 2011              | Vários artistas                                                                                                  |
| 418     | Radioatividade                                                                  | 1983              | Blitz |
| 419     | Tropicália 2                                                                    | 1993              | Caetano Veloso e Gilberto Gil                                                                                    |
| 420     | Hoje É o Primeiro Dia do Resto da Sua Vida                                      | 1972              | Rita Lee |
| 421     | Manual Prático para Festas, Bailes e Afins                                      | 1997              | Ed Motta |
| 422     | Diletantismo                                                                    | 1983              | Rumo |
| 423     | A Arca de Noé                                                                   | 1980              | Vinicius de Moraes                                                                                               |
| 424     | Você Ainda Não Ouviu Nada!                                                      | 1964              | Sérgio Mendes & Bossa Rio                                                                                        |
| 425     | Mora na Filosofia dos Sambas de Monsueto                                        | 1962              | Monsueto |
| 426     | Você Me Acende                                                                  | 1966              | Erasmo Carlos |
| 427     | Build Up                                                                        | 1970              | Rita Lee |
| 428     | Tom Zé                                                                          | 1972              | Tom Zé |
| 429     | A Maestrina                                                                     | 2000              | Chiquinha Gonzaga                                                                                                |
| 430     | Feijão com Arroz                                                                | 1996              | Daniela Mercury                                                                                                  |
| 431     | Edu & Tom, Tom & Edu                                                            | 1981              | Edu Lobo e Tom Jobim                                                                                             |
| 432     | Efêmera                                                                         | 2010              | Tulipa Ruiz |
| 433     | Camisa de Vênus                                                                 | 1983              | Camisa de Vênus                                                                                                  |
| 434     | Yamandú                                                                         | 2001              | Yamandu Costa |
| 435     | Jorge Mautner                                                                   | 1974              | Jorge Mautner |
| 436     | Sessão da Tarde                                                                 | 1985              | Leo Jaime |
| 437     | São Paulo Confessions                                                           | 1999              | Suba |
| 438     | Deixa a Vida Me Levar                                                           | 2002              | Zeca Pagodinho                                                                                                   |
| 439     | Trem Azul                                                                       | 1982              | Elis Regina |
| 440     | Foi no Mês Que Vem                                                              | 2013              | Vitor Ramil |
| 441     | Quadra                                                                          | 2020              | Sepultura |
| 442     | Alegria, Alegria Vol. 2 ou Quem Não Tem Swing Morre com a Boca Cheia de Formiga | 1968              | Wilson Simonal                                                                                                   |
| 443     | Espelho                                                                         | 1977              | João Nogueira |
| 444     | Dois Amigos, Um Século de Música                                                | 2015              | Caetano Veloso e Gilberto Gil                                                                                    |
| 445     | Samba Minha Verdade, Minha Raiz                                                 | 1978              | Dona Ivone Lara                                                                                                  |
| 446     | A Cor do Som                                                                    | 1977              | A Cor do Som |
| 447     | Som Quente É o das Neves                                                        | 1969              | Wilson das Neves                                                                                                 |
| 448     | Orlandivo                                                                       | 1977              | Orlandivo |
| 449     | Cabeça de Nego                                                                  | 1986              | João Bosco |
| 450     | Músicas para Churrasco, Vol. 1                                                  | 2011              | Seu Jorge |
| 451     | Entradas e Bandeiras                                                            | 1976              | Rita Lee e Tutti Frutti                                                                                          |
| 452     | Odair José                                                                      | 1973              | Odair José |
| 453     | Vagarosa                                                                        | 2009              | Céu |
| 454     | Coisa de Louco II                                                               | 1995              | Graforréia Xilarmônica                                                                                           |
| 455     | Metá Metá                                                                       | 2011              | Metá Metá |
| 456     | ...Em Pleno Verão                                                               | 1970              | Elis Regina |
| 457     | Omindá                                                                          | 2018              | André Abujamra                                                                                                   |
| 458     | Apresentamos Nosso Cassiano                                                     | 1973              | Cassiano |
| 459     | Eis o "Ôme"                                                                     | 1969              | Noriel Vilela |
| 460     | Roberto Carlos                                                                  | 1970              | Roberto Carlos                                                                                                   |
| 461     | Acústico MTV                                                                    | 2002              | Kid Abelha |
| 462     | Coração Selvagem                                                                | 1977              | Belchior |
| 463     | Tornado Muito Nervoso 2                                                         | 2002              | Vários artistas                                                                                                  |
| 464     | A Fábrica do Poema                                                              | 1994              | Adriana Calcanhotto                                                                                              |
| 465     | As Próximas Horas Serão Muito Boas                                              | 2004              | Cachorro Grande                                                                                                  |
| 466     | Verde Que Te Quero Rosa                                                         | 1977              | Cartola |
| 467     | Orquestra Afro-Brasileira                                                       | 1968              | Orquestra Afro-Brasileira                                                                                        |
| 468     | Wilson Simonal Tem "Algo Mais"                                                  | 1963              | Wilson Simonal                                                                                                   |
| 469     | Jackson do Pandeiro                                                             | 1955              | Jackson do Pandeiro                                                                                              |
| 470     | Boogie Naipe                                                                    | 2016              | Mano Brown |
| 471     | Cássia Eller                                                                    | 1994              | Cássia Eller |
| 472     | Roberto Carlos                                                                  | 1972              | Roberto Carlos                                                                                                   |
| 473     | Éter                                                                            | 2015              | Scalene |
| 474     | Lilás                                                                           | 1984              | Djavan |
| 475     | Brasil Mestiço                                                                  | 1980              | Clara Nunes |
| 476     | Arthur Moreira Lima Interpreta Ernesto Nazareth                                 | 1975              | Arthur Moreira Lima                                                                                              |
| 477     | Lá Vem o Brasil Descendo a Ladeira                                              | 1979              | Moraes Moreira                                                                                                   |
| 478     | Passarinho Urbano                                                               | 1976              | Joyce |
| 479     | Clube da Esquina 2                                                              | 1978              | Milton Nascimento                                                                                                |
| 480     | Frevo Mulher                                                                    | 1979              | Amelinha |
| 481     | A Bossa Negra                                                                   | 1960              | Elza Soares |
| 482     | Kleiton & Kledir                                                                | 1981              | Kleiton & Kledir                                                                                                 |
| 483     | Despertar                                                                       | 1985              | Guilherme Arantes                                                                                                |
| 484     | Não Fale com Paredes                                                            | 1972              | Módulo 1000 |
| 485     | O Romance do Pavão Mysteriozo                                                   | 1974              | Ednardo |
| 486     | Atrás do Porto Tem uma Cidade                                                   | 1974              | Rita Lee e Tutti Frutti                                                                                          |
| 487     | Modo Livre                                                                      | 1974              | Ivan Lins |
| 488     | MetaL MetaL                                                                     | 2012              | Metá Metá |
| 489     | Nadadenovo                                                                      | 2004              | Mombojó |
| 490     | Um Banda Um                                                                     | 1982              | Gilberto Gil |
| 491     | Memórias Cantando                                                               | 1976              | Paulinho da Viola                                                                                                |
| 492     | São Paulo - Brasil                                                              | 1977              | Cesar Mariano & Cia                                                                                              |
| 493     | Imunidade Musical                                                               | 2005              | Charlie Brown Jr.                                                                                                |
| 494     | Legal                                                                           | 1970              | Gal Costa |
| 495     | Saudade do Brasil                                                               | 1980              | Elis Regina |
| 496     | Emílio Santiago                                                                 | 1975              | Emílio Santiago                                                                                                  |
| 497     | Respire Fundo                                                                   | 1978              | Walter Franco |
| 498     | Luar (A Gente Precisa Ver o Luar)                                               | 1981              | Gilberto Gil |
| 499     | Matriz                                                                          | 2019              | Pitty |
| 500     | Virgem                                                                          | 1987              | Marina Lima |